# モルディブの国旗
モルディブの国旗は、1965年7月25日に制定された赤で囲まれた緑地に月章の旗。
モルディブ最初の国旗は20世紀初めにスルタンによって使用された赤一色が使われているもので、正式には1903年まで使われた。その後オスマン帝国の影響でイスラム教の象徴である三日月があしらわれた。
赤は過去、現在、未来に亘る国民の英雄の勇気を示し、血の最後の一滴まで国に捧げると言う意味がある。中央の緑の四角形は、伝統的に命の源であったココヤシの木を表している。

## ギャラリー

?最初のモルディブの旗
?ホイスト（旗竿）側に白と黒のストライプが入った、20世紀初期まで使用された旗
?1926年から1932年の間に導入され、1953年まで使われた旗（National flag）
?1926年から1932年の間に導入され、1953年まで使われた旗（State flag）
?1953年から1965年まで使用された国旗
?1954年から1965年まで使用されたスルタン旗。三日月に星を追加している
?1965年から1968年までのスルタン旗、および1968年以降の大統領旗
?1959年から1963年まで南部で事実上独立していたスバディバ連合共和国（United Suvadive Republic）の旗
現代の国旗の比率と構成